# 白井弓子 (女優)
白井 弓子（しらい ゆみこ、1969年3月2日 - ）は、神奈川県出身の女優、元子役。aiかんぱに〜所属。

## 出演作品

### 映画
- Unloved（2001年）
- 月の砂漠（2003年）
- MASK DE 41 マスク・ド・フォーワン（2004年）
- 理由（2004年）

### テレビ
- おはよう!こどもショー（1976年）※デビュー作[2]

### ドラマ
- 熱中時代（1980年）
- フードファイトスペシャル 深夜特急死闘篇（2001年）
- 貫太ですッ!（2003年）
- はぐれ刑事純情派（2003年）
- ひと夏のパパへ（2003年）
- 火曜サスペンス劇場（2004年）
  - 通いの天使 介護ヘルパー・田野倉滋子
  - ジェラシー

### 舞台
- 刀化粧
- なにわ看護婦物語
- 長七郎天下ご免!
- 舞化粧
- 恋白浪弁天お菊
- 夫婦善哉

### その他
- わんぱく五人組（NHK） - ボイスオーバー
- 晩年のセザンヌ（NHK） - ボイスオーバー